# Lynceus (geslacht)
Lynceus is een geslacht van kreeftachtigen uit de klasse van de Branchiopoda (Blad- of kieuwpootkreeftjes).

## Soort
- Lynceus brachyurus O.F. Müller, 1776